# Nociceptor
Els nociceptors són neurones sensorials (cèl·lules nervioses) que responen als estímuls potencialment nocius mitjançant l'enviament de senyals a la medul·la espinal i el cervell. Aquest procés, anomenat nocicepció, generalment provoca la percepció del dolor.